# Ширак (Лозер)
Шира́к, Шірак (фр. Chirac) — колишній муніципалітет у Франції, у регіоні Окситанія, департамент Лозер. Населення — 1161 осіб (2011).
Муніципалітет був розташований на відстані близько 490 км на південь від Парижа, 115 км на північний захід від Монпельє, 19 км на захід від Манда.

## Історія
До 2015 року муніципалітет перебував у складі регіону Лангедок-Русійон. Від 1 січня 2016 року належав до нового об'єднаного регіону Окситанія.
1 січня 2016 року Ширак і Ле-Монастьє-Пен-Мор'єс було об'єднано в новий муніципалітет Бург-сюр-Колань.

## Демографія
Динаміка населення (Cassini ):
Розподіл населення за віком та статтю (2006):
| Стать | Всього | До 15 років | 15-24 | 25-44 | 45-64 | 65-85 | Понад 85 |
| --- | ------ | ----------- | ----- | ----- | ----- | ----- | -------- |
| Чоловіки | 492    | 68          | 56    | 156   | 140   | 68    | 4        |
| Жінки | 580    | 80          | 40    | 176   | 164   | 76    | 44       |
| \| Статево-вікова піраміда \| Статево-вікова піраміда \| Статево-вікова піраміда \| \| ----------------------- \| ----------------------- \| ----------------------- \| \| Чоловіки \| Вік \| Жінки \| \| 4 \| 85 + \| 44 \| \| 16 \| 80-84 \| 16 \| \| 24 \| 75-79 \| 16 \| \| 8 \| 70-74 \| 8 \| \| 20 \| 65-69 \| 36 \| \| 24 \| 60-64 \| 20 \| \| 40 \| 55-59 \| 36 \| \| 44 \| 50-54 \| 68 \| \| 32 \| 45-49 \| 40 \| \| 60 \| 40-44 \| 68 \| \| 48 \| 35-39 \| 52 \| \| 32 \| 30-34 \| 28 \| \| 16 \| 25-29 \| 28 \| \| 20 \| 20-24 \| 20 \| \| 36 \| 15-20 \| 20 \| \| 28 \| 10-14 \| 32 \| \| 24 \| 5-9 \| 24 \| \| 16 \| 0-4 \| 24 \| |        |             |       |       |       |       |          |
| Статево-вікова піраміда |        |             |       |       |       |       |          |
| Чоловіки | Вік    | Жінки       |       |       |       |       |          |
| 4 | 85 +   | 44          |       |       |       |       |          |
| 16 | 80-84  | 16          |       |       |       |       |          |
| 24 | 75-79  | 16          |       |       |       |       |          |
| 8 | 70-74  | 8           |       |       |       |       |          |
| 20 | 65-69  | 36          |       |       |       |       |          |
| 24 | 60-64  | 20          |       |       |       |       |          |
| 40 | 55-59  | 36          |       |       |       |       |          |
| 44 | 50-54  | 68          |       |       |       |       |          |
| 32 | 45-49  | 40          |       |       |       |       |          |
| 60 | 40-44  | 68          |       |       |       |       |          |
| 48 | 35-39  | 52          |       |       |       |       |          |
| 32 | 30-34  | 28          |       |       |       |       |          |
| 16 | 25-29  | 28          |       |       |       |       |          |
| 20 | 20-24  | 20          |       |       |       |       |          |
| 36 | 15-20  | 20          |       |       |       |       |          |
| 28 | 10-14  | 32          |       |       |       |       |          |
| 24 | 5-9    | 24          |       |       |       |       |          |
| 16 | 0-4    | 24          |       |       |       |       |          |

## Економіка
2010 року серед 780 осіб працездатного віку (15—64 років) 474 були активними, 306 — неактивними (показник активності 60,8%, у 1999 році було 65,2%). З 474 активних мешканців працювало 449 осіб (235 чоловіків та 214 жінок), безробітними було 25 (8 чоловіків та 17 жінок). Серед 306 неактивних 58 осіб було учнями чи студентами, 81 — пенсіонерами, 167 були неактивними з інших причин.

У 2010 році в муніципалітеті числилось 418 оподаткованих домогосподарств, у яких проживали 1007,0 особи, медіана доходів виносила 18 738 євро на одного особоспоживача